# سیانید جیوه (II)
سیانید جیوه (II) (به انگلیسی: Mercury(II) cyanide) با فرمول شیمیایی Hg(CN)۲ یک ترکیب شیمیایی با شناسه پاب‌کم ۱۱۵۹۱ است. که جرم مولی آن 252.63 g/mol می‌باشد. شکل ظاهری این ترکیب، پودر سفید است.